# 2-02-76
2-02-76 (початково 188) — типовий проєкт цегляної триповерхової школи на 520 місць, розроблений Діпропросом при Міністерстві просвіти РРФСР у 1957 році. У грудні 1958 проєкт було дещо змінено, він отримав номер 2-02-76К. Школи проєкту поширені в Росії, Україні та Білорусі.
Характерною ознакою будівлі проєкту є ризаліт на 5 кроків вікон, що є несиметричним: ліворуч від нього 3 кроки, праворуч 15 кроків. Перед ризалітом може бути ґанок з двома прямокутними колонами.

## Галерея

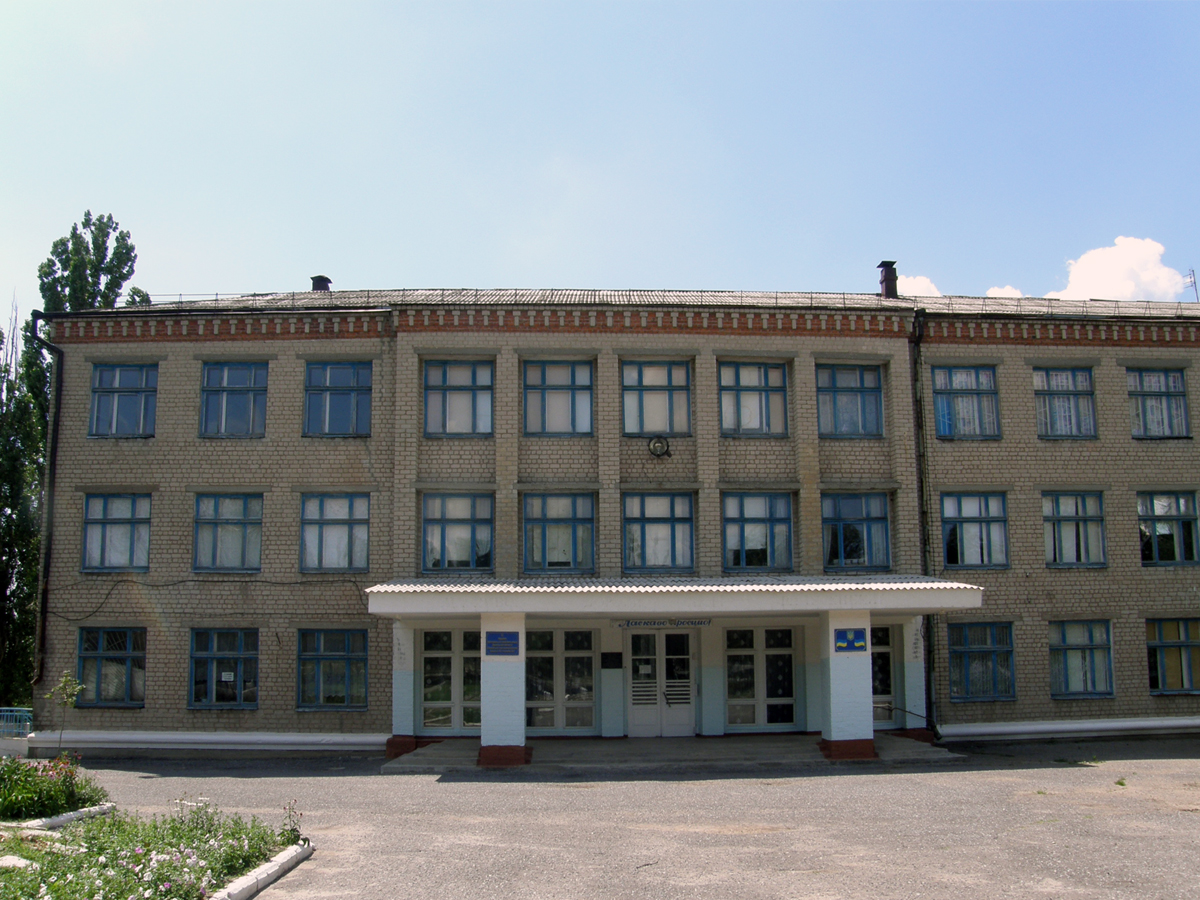
школа № 2, Сіверськ, 1957
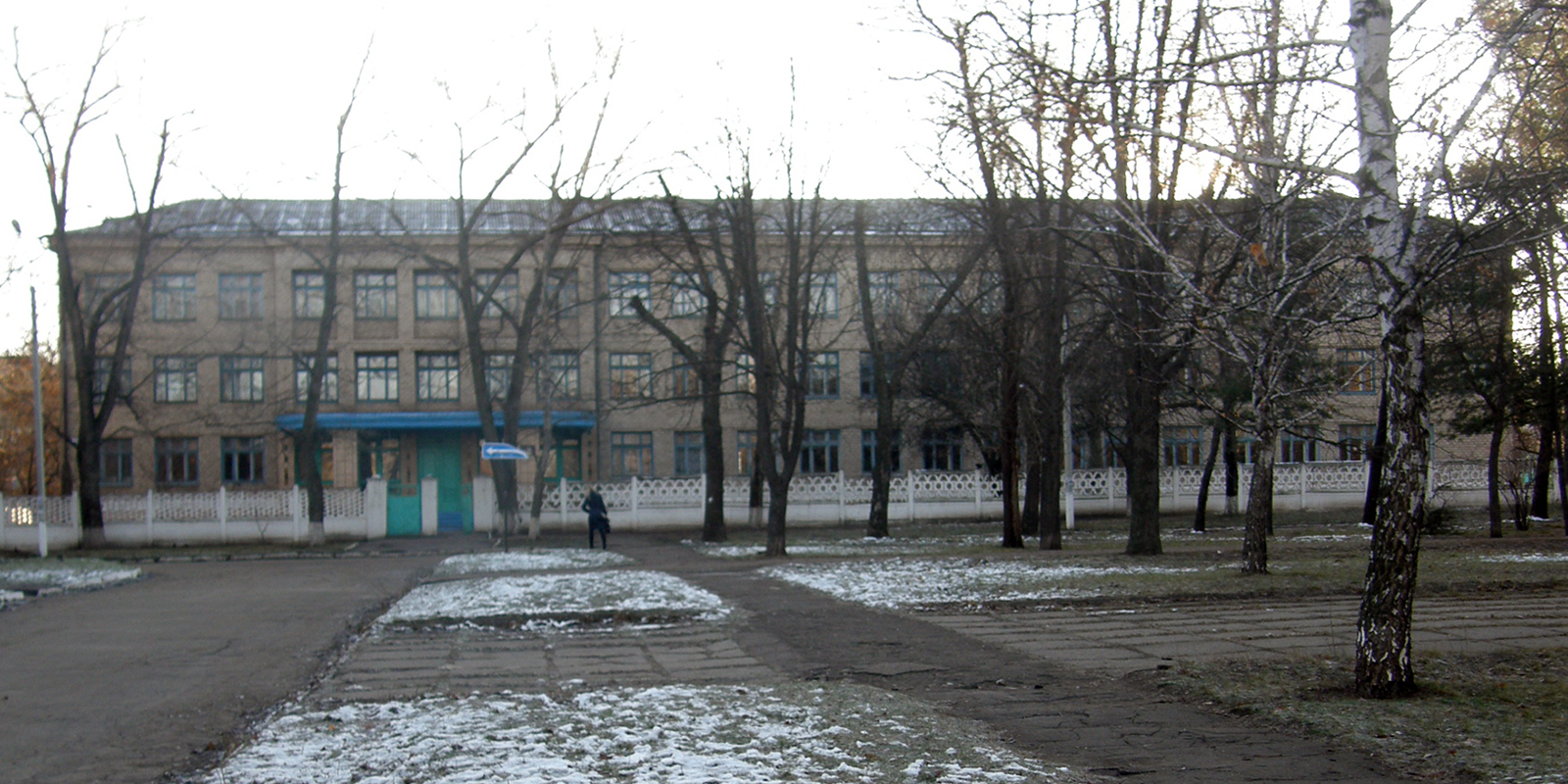
школа-інтернат № 3, Краматорськ, 1959
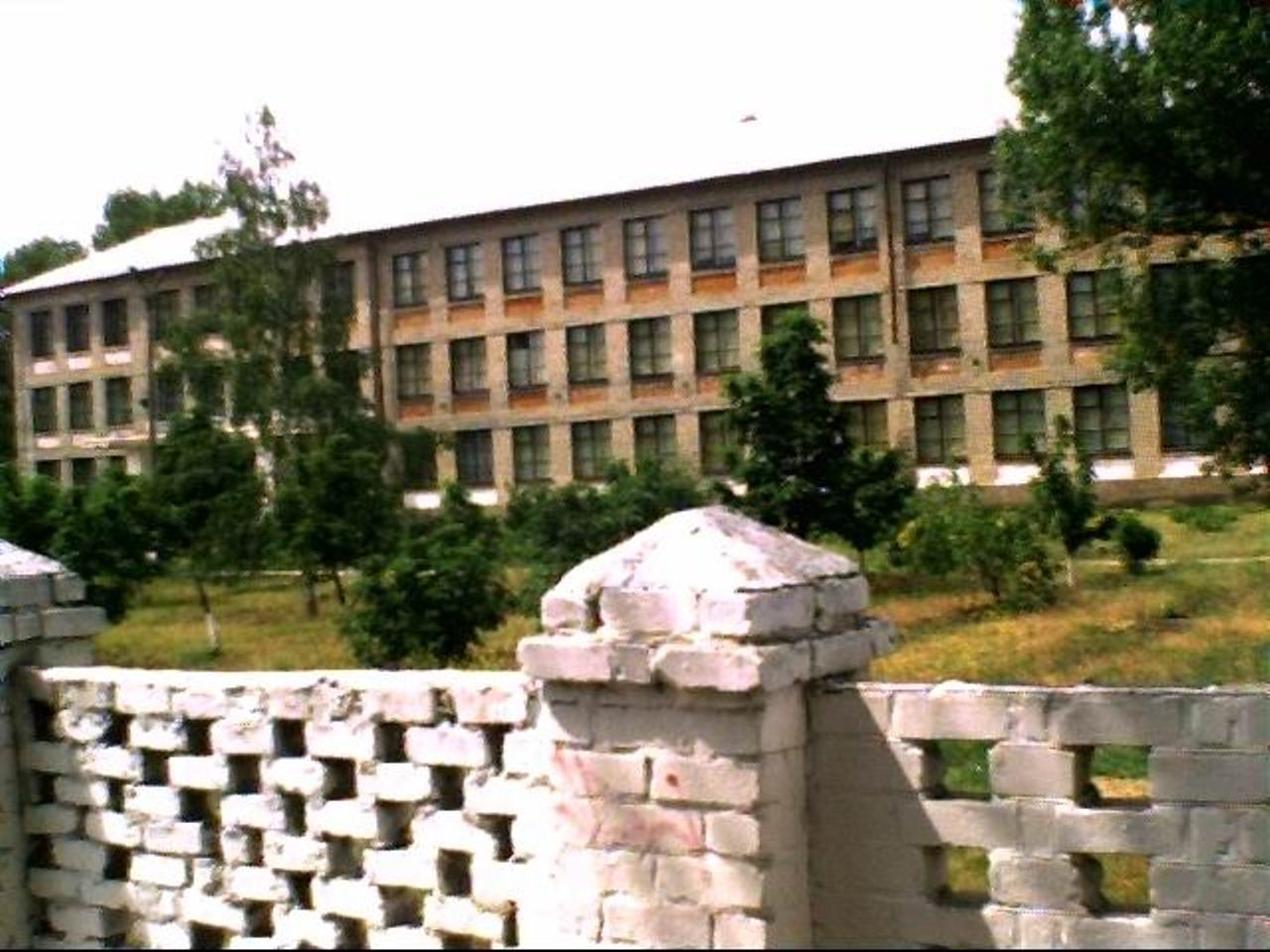
школа-інтернат, Щастя, 1960
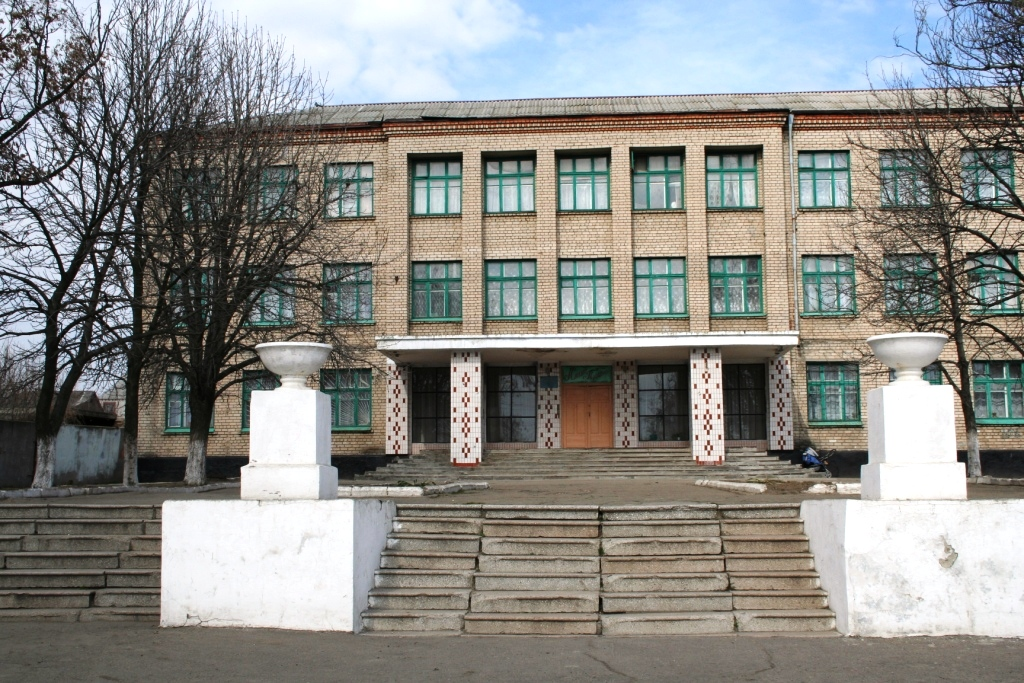
школа № 18, Херсон, 1960
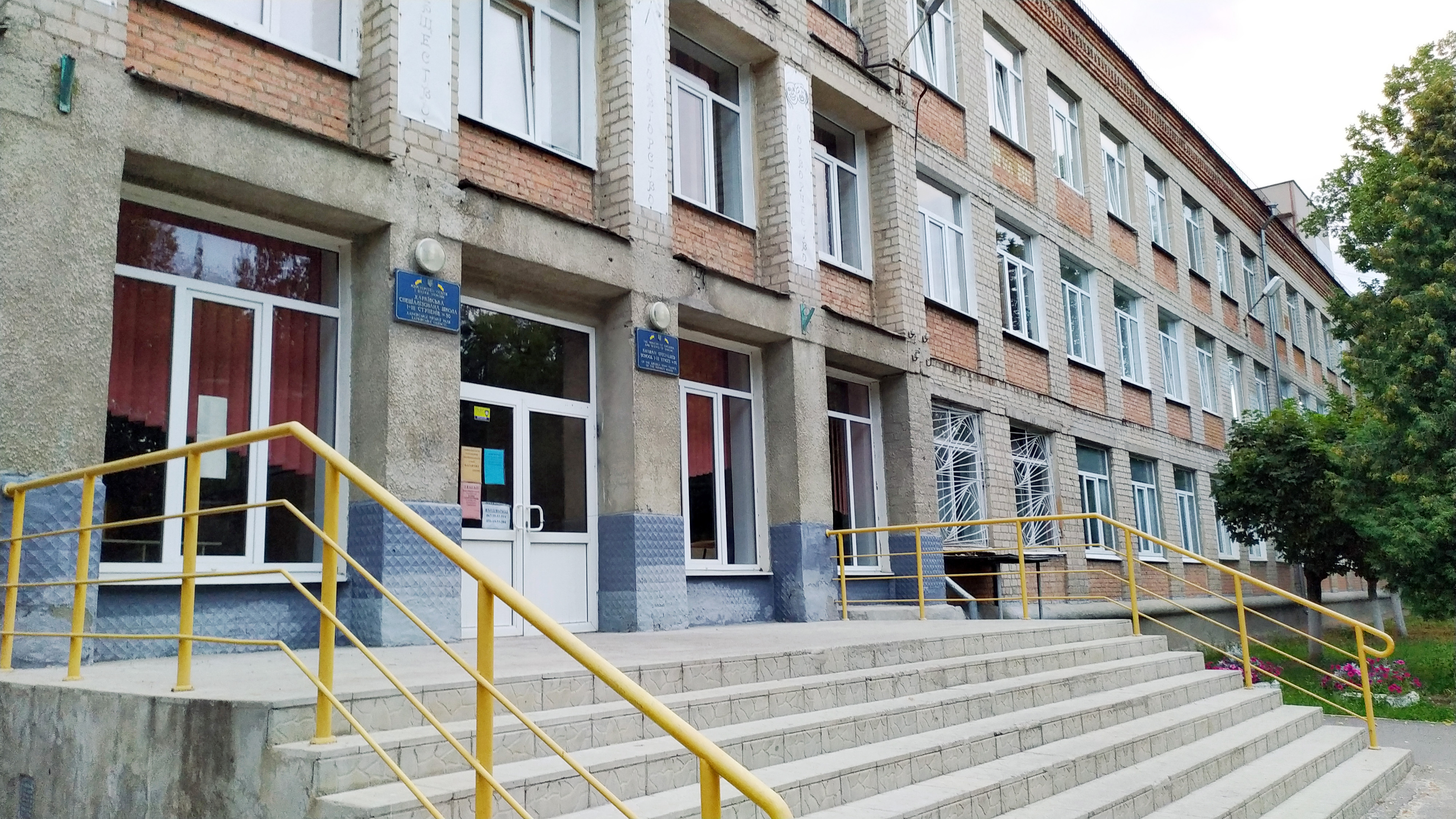
гімназія № 50, Харків, 1960
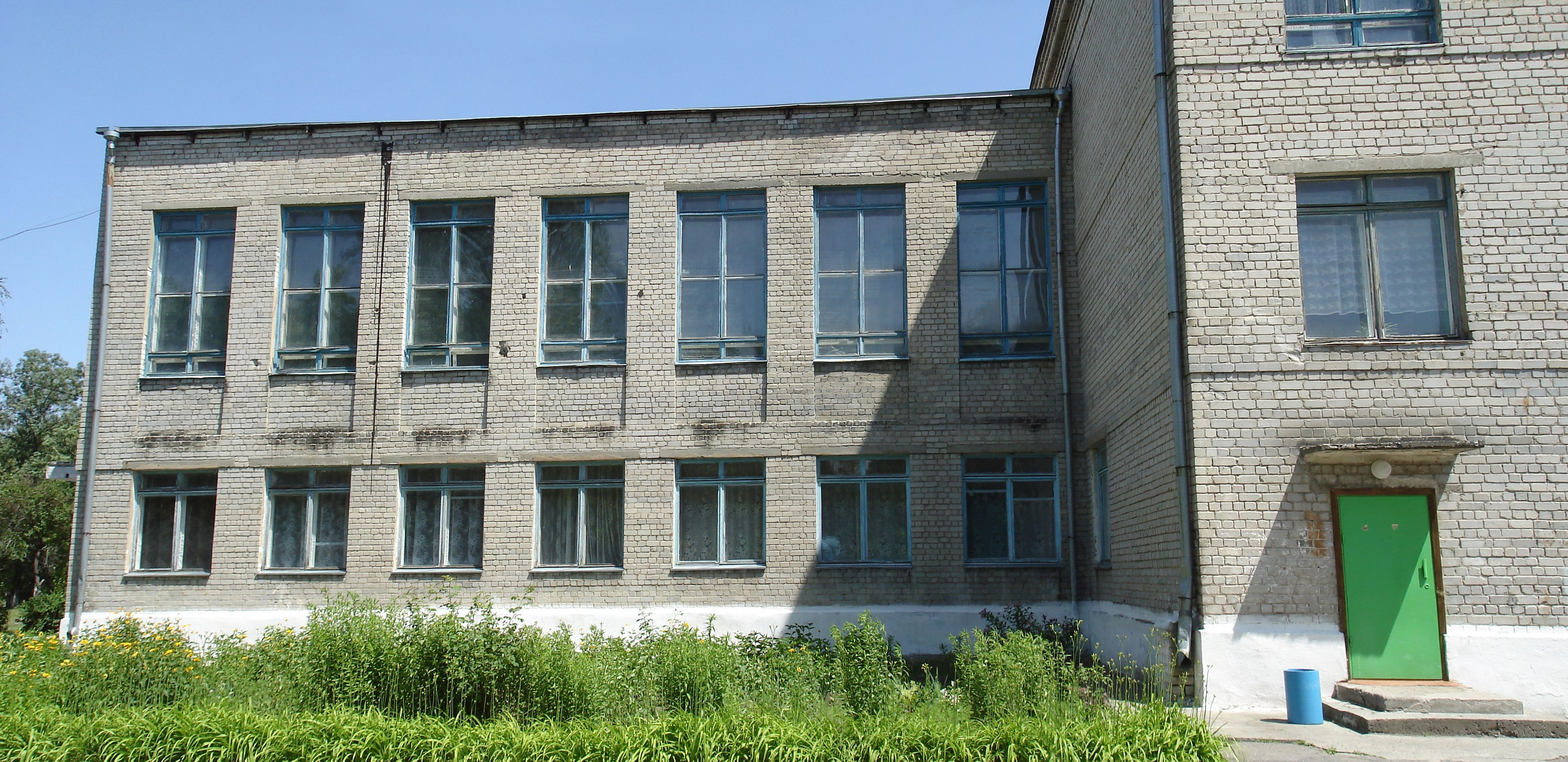
Кіровоградська обл., с-ще Власівка, ліцей № 8 Світловодської міськради, фасада внутрішнього крила
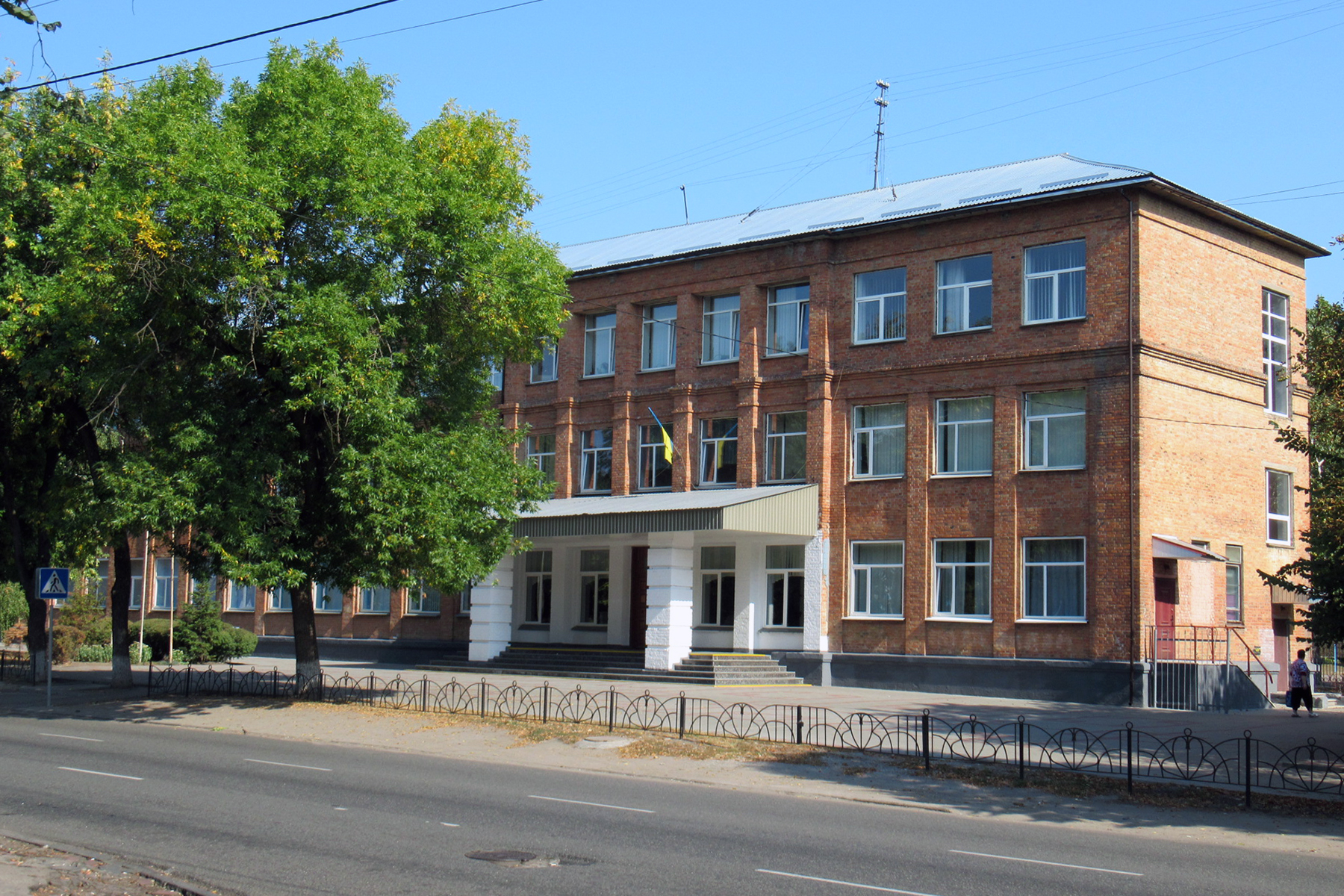
школа № 11 і гуманітарно-правовий ліцей, Черкаси, 1962 — дзеркальний варіянт
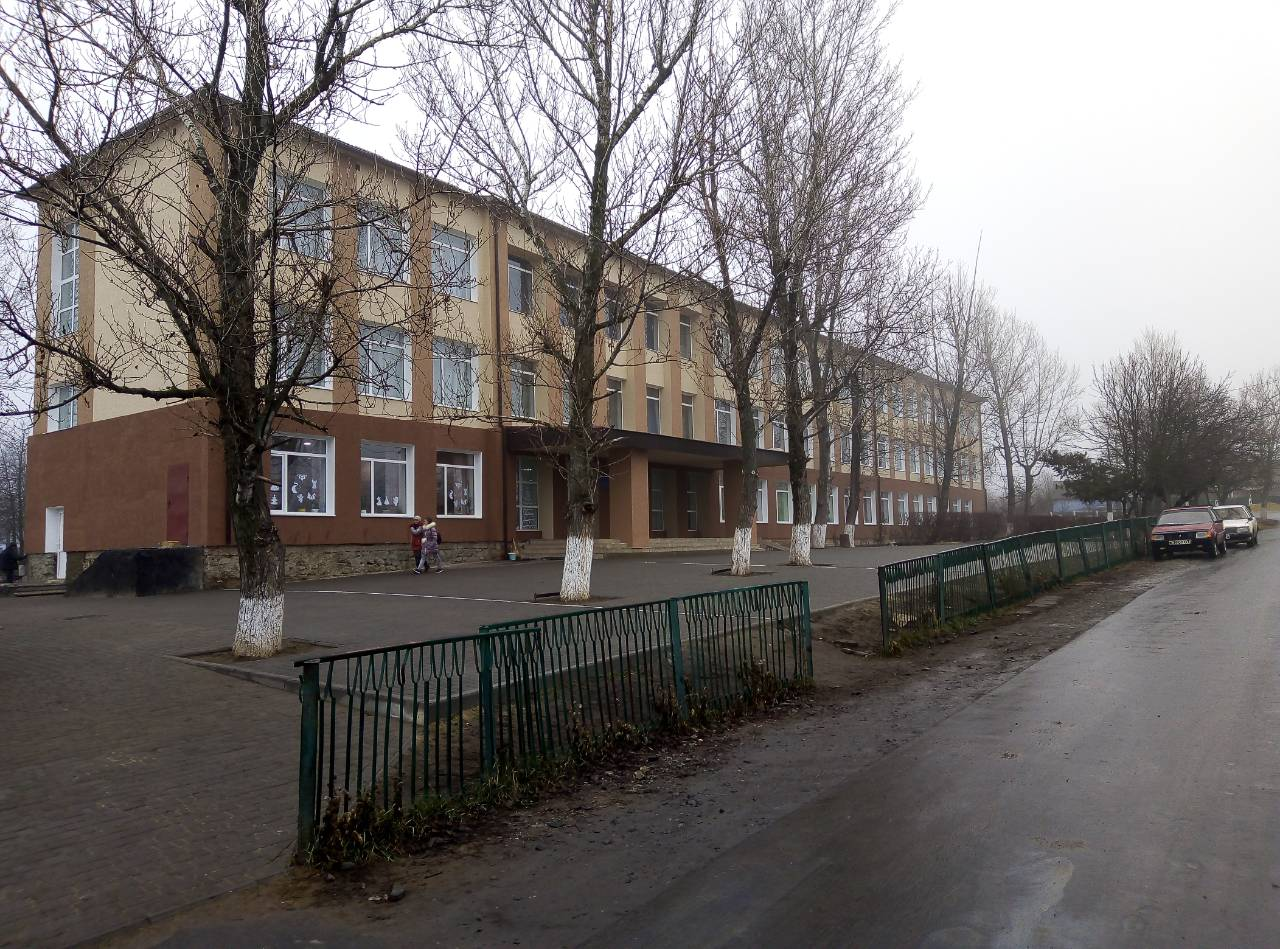
школа, Затишшя, 1960–1964
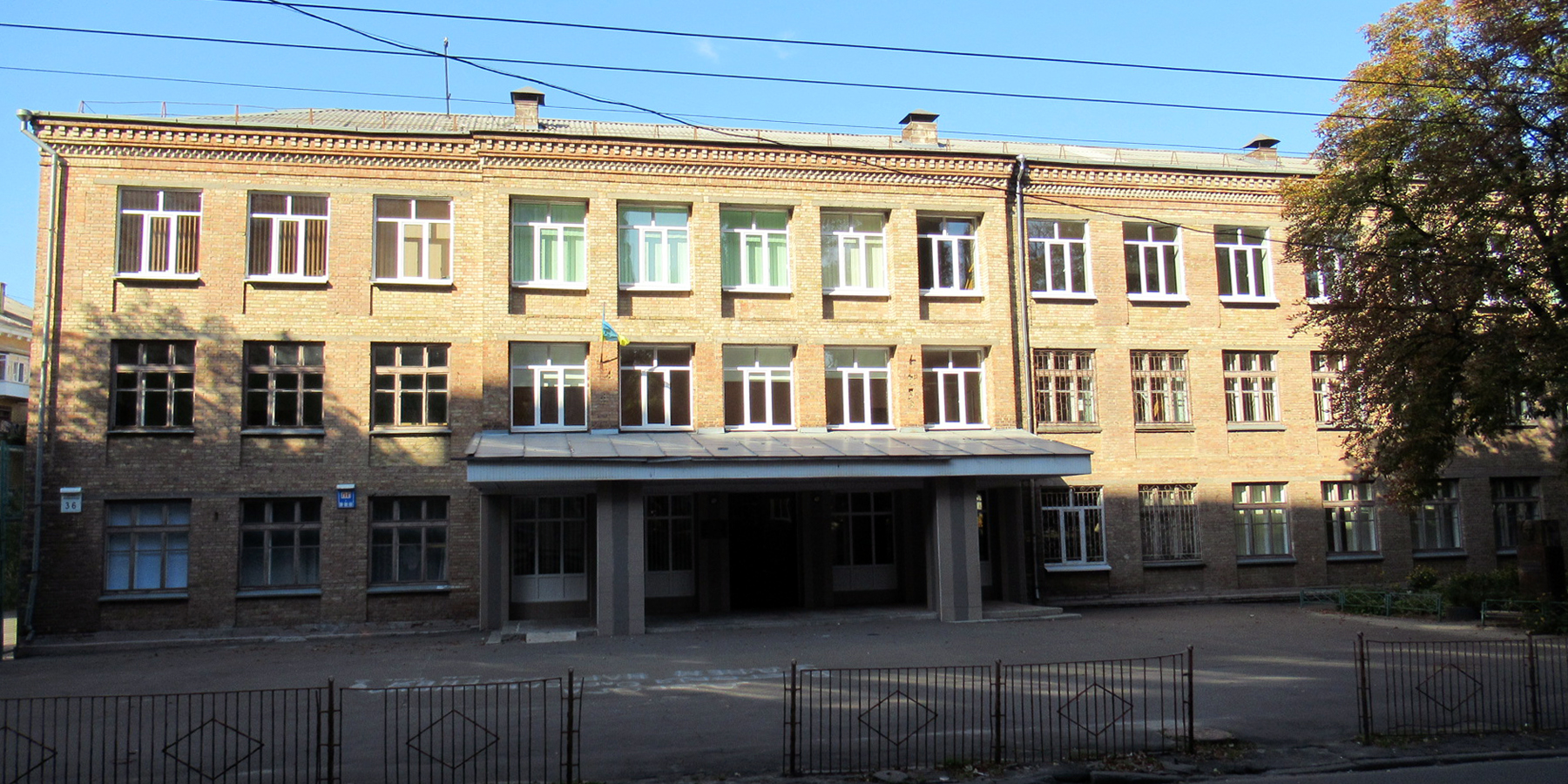
ліцей № 2, Київ, Куренівка, 1969
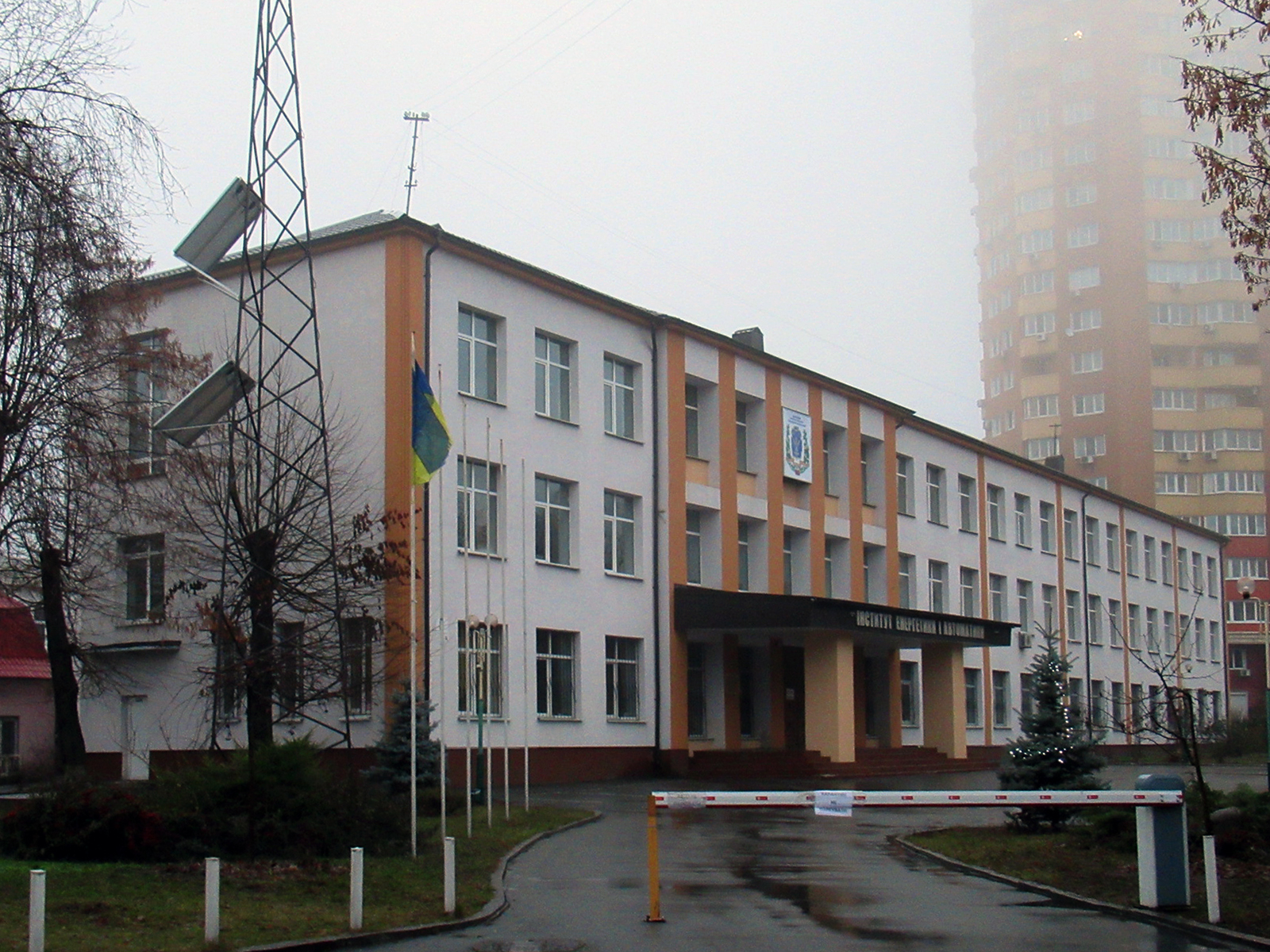
корпус № 8 НУБіП – Інститут енергетики й автоматики
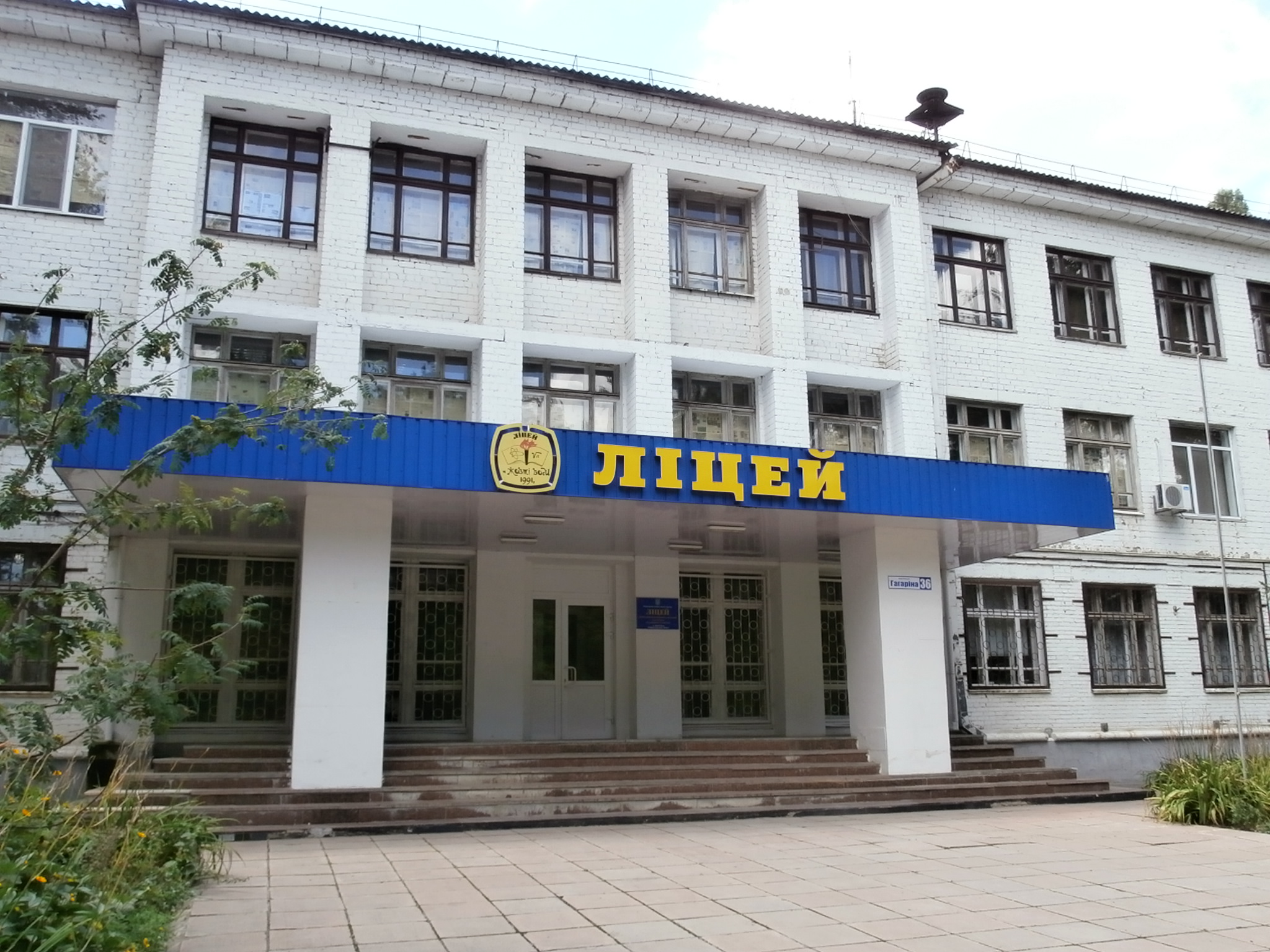
ліцей, Жовті Води
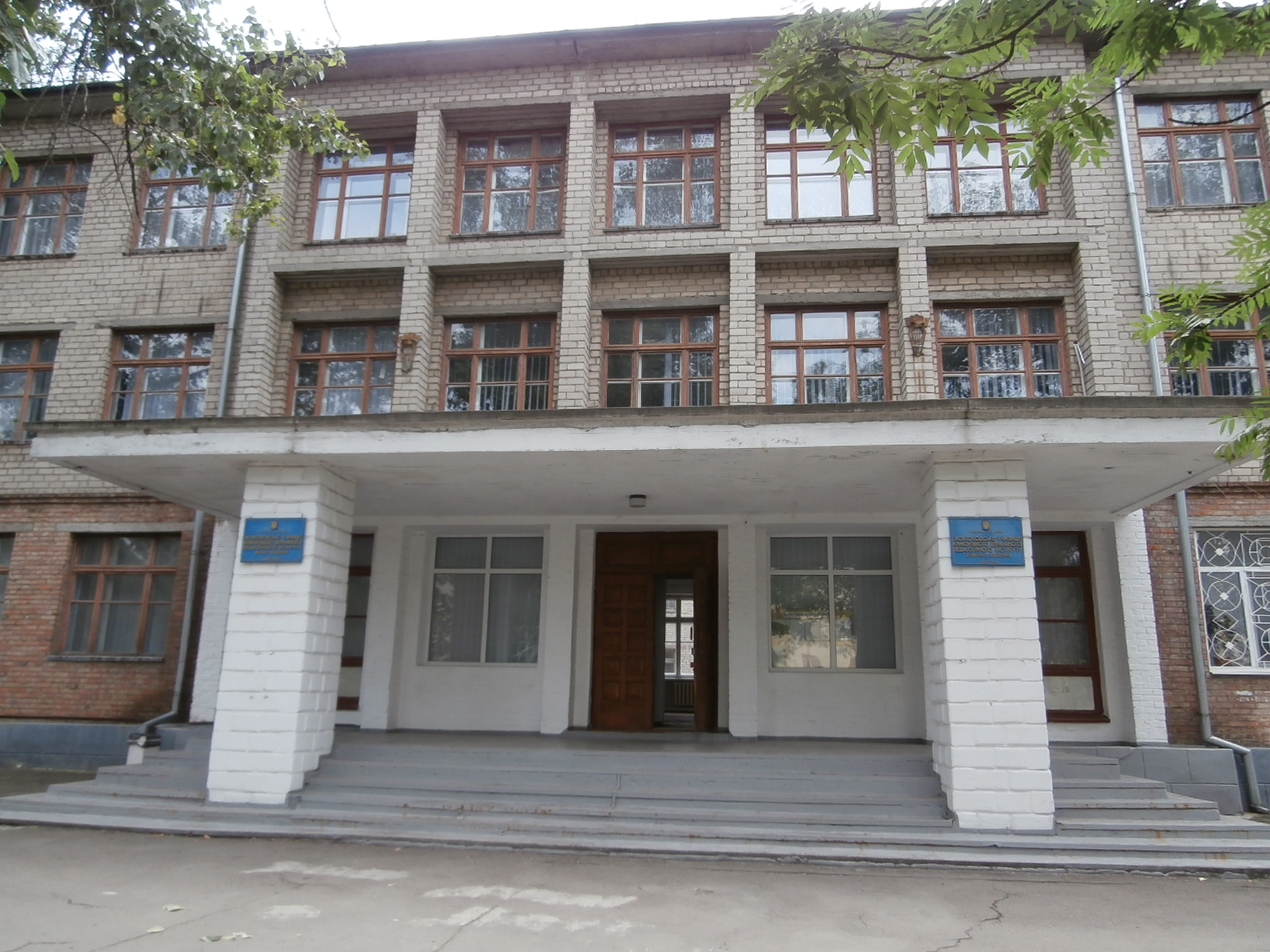
Жовтоводський педагогічний коледж
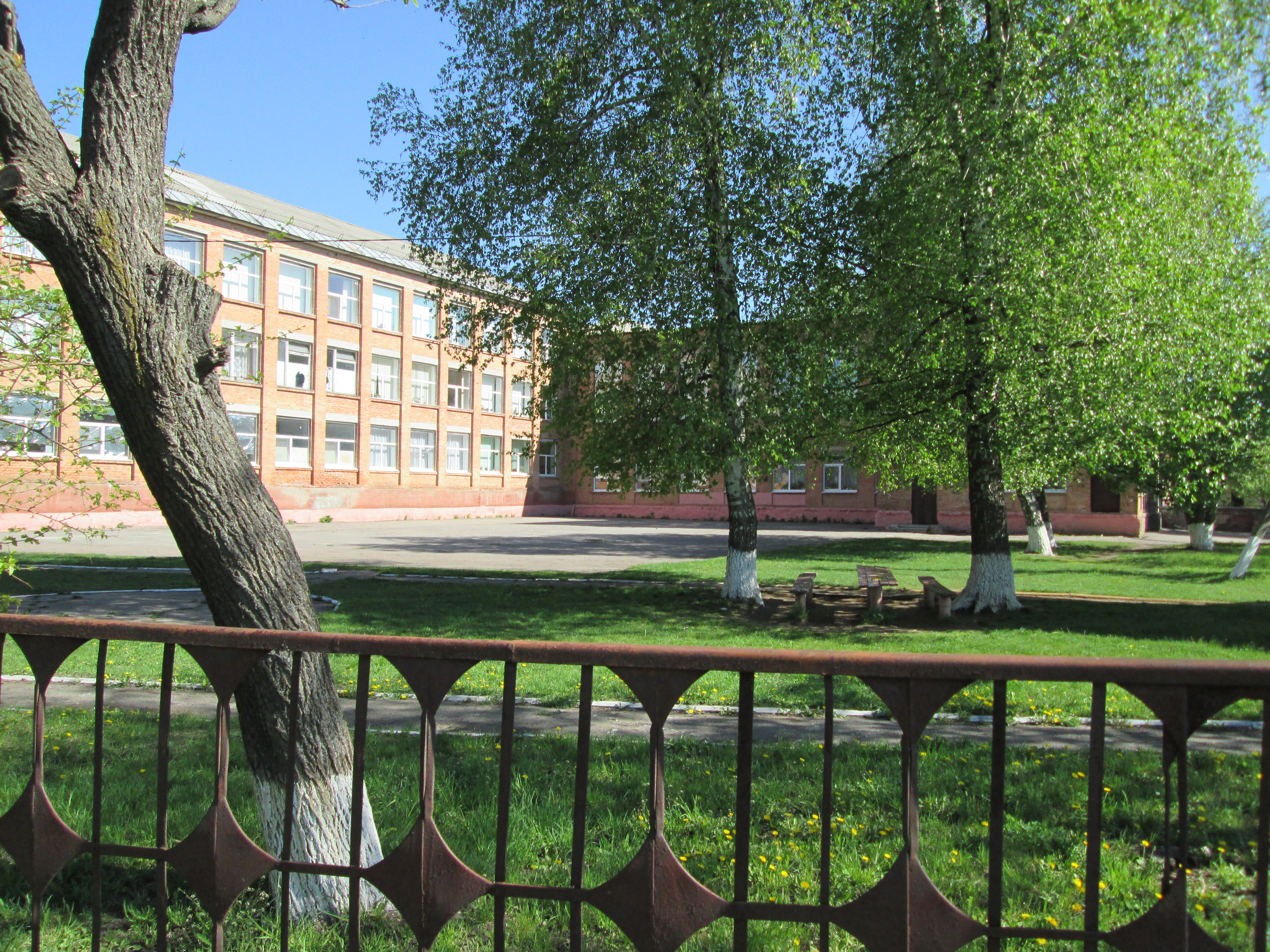
школа ім. Вернадського, Шишаки — видно окремий об'єм спортзалу
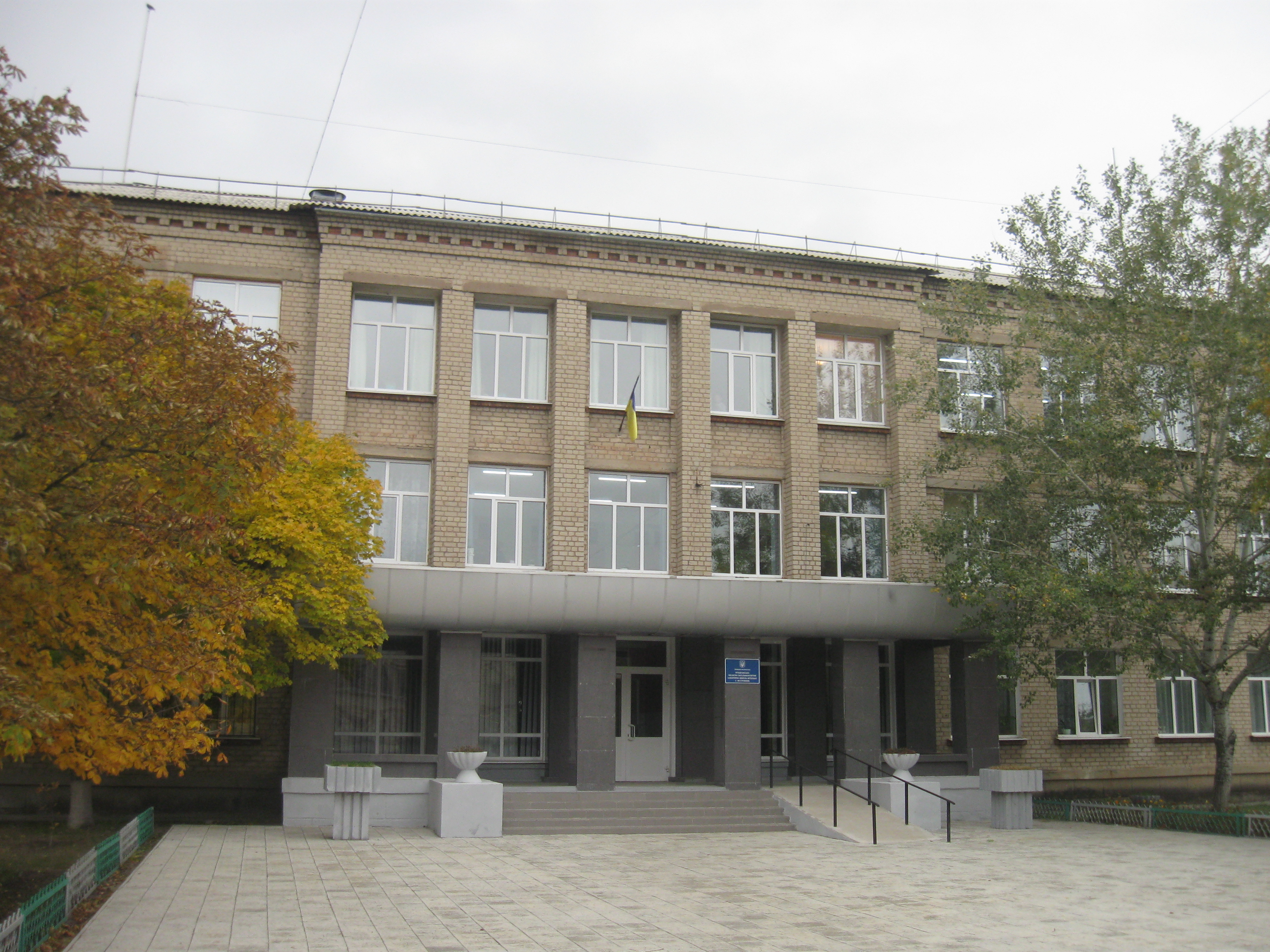
Рубіжанська школа-інтернат
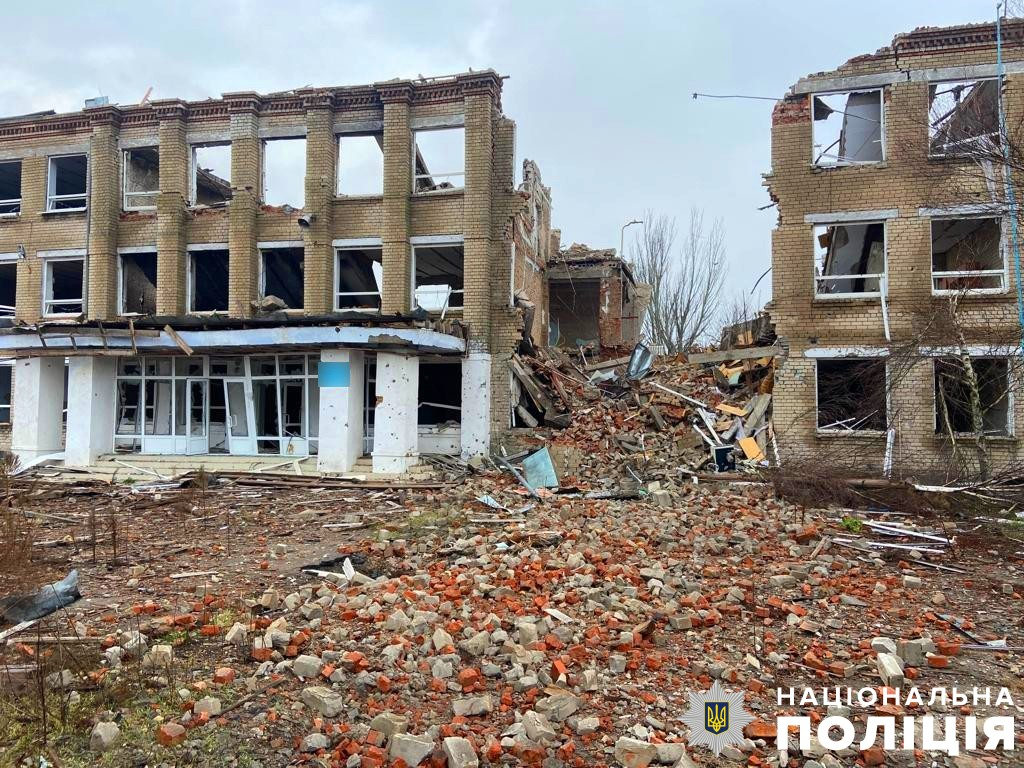
Ольгівський інтернат, зруйнований Росією
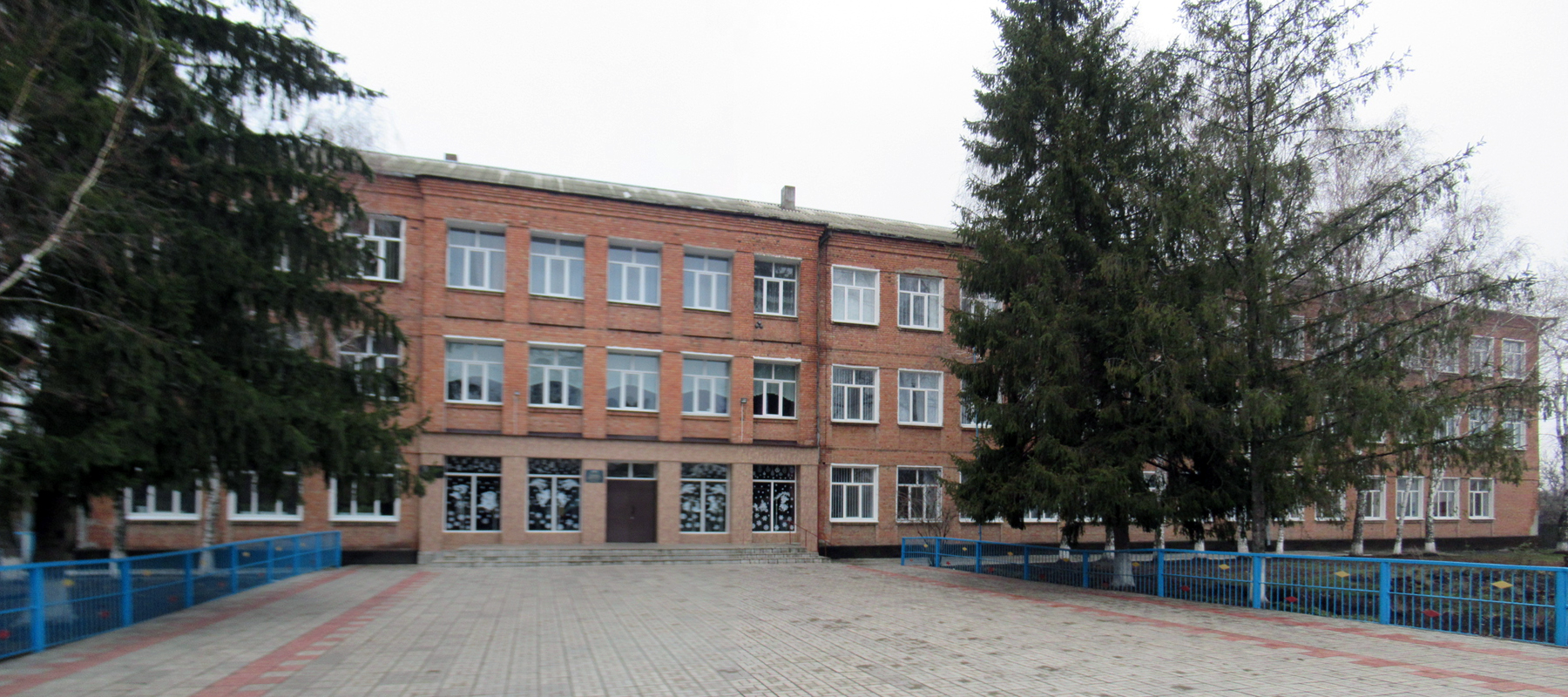
Барвінківський ліцей № 2